# Anthopleura xanthogrammica

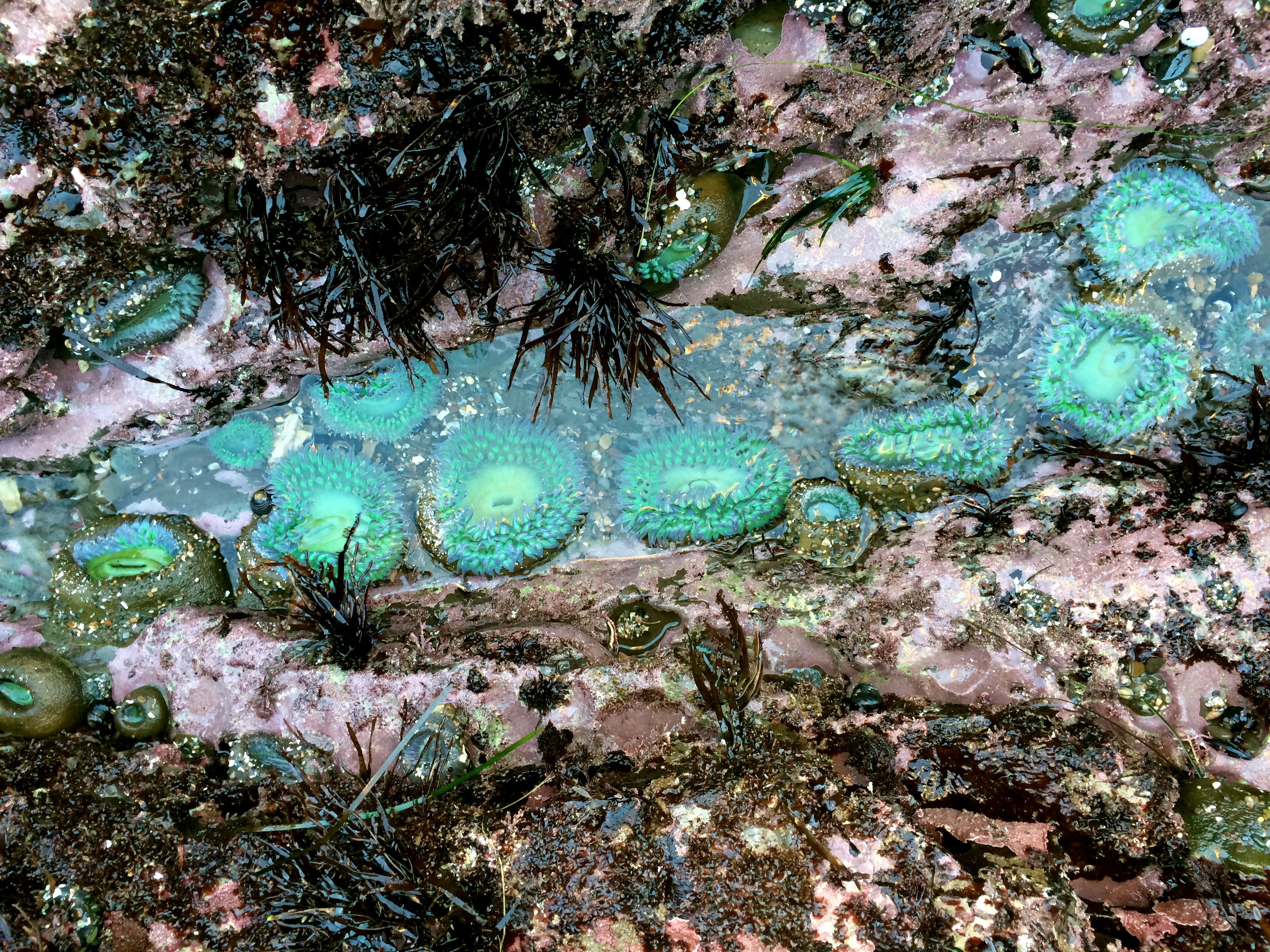
Espectacular alineación de gigantes verdes en Hazard Reef, Parque estatal Montana de Oro. El canal mide aproximadamente 30 cm de ancho. Drena una gran poza de marea y requiere nutrientes buenos en abundancia.

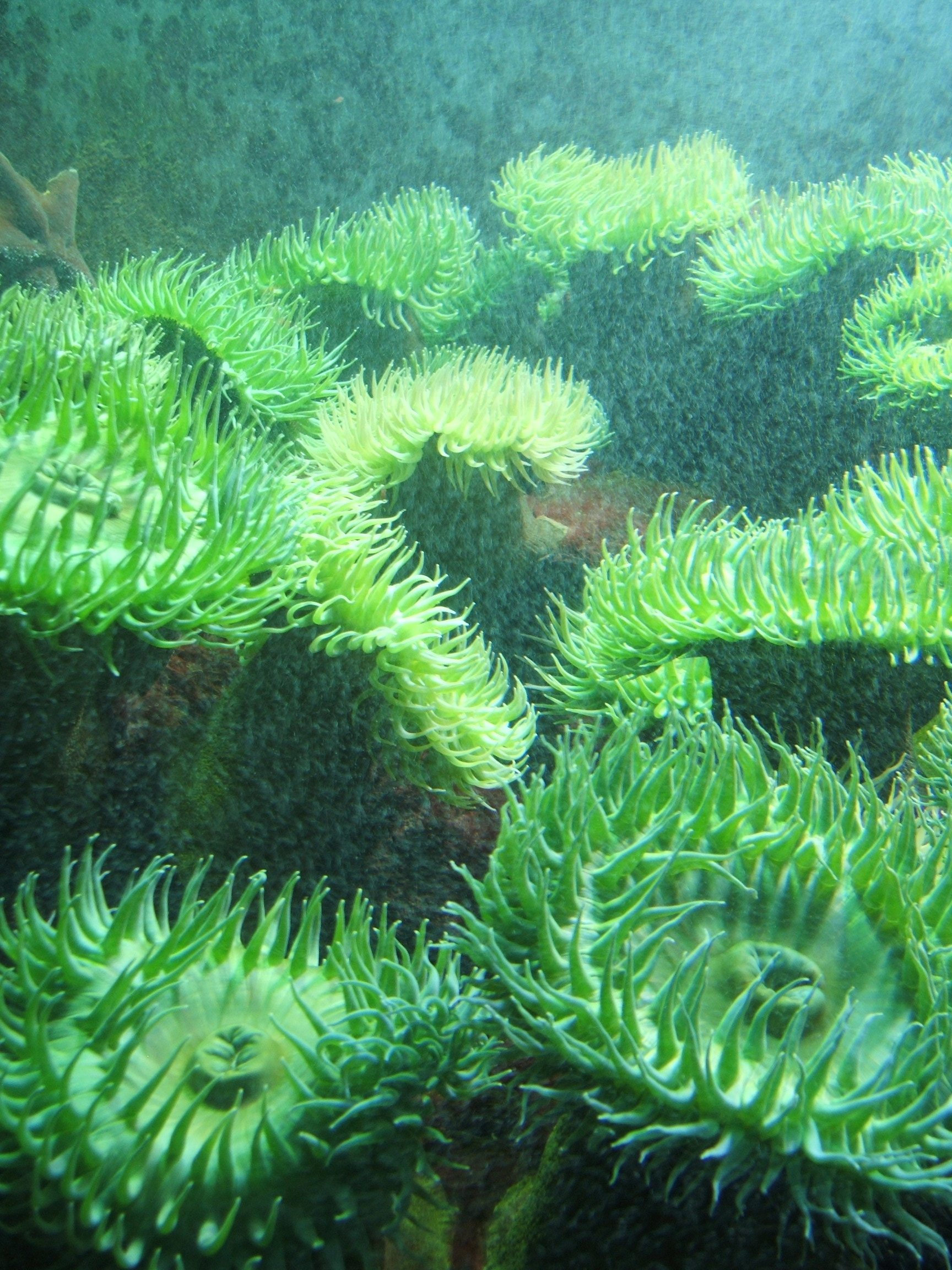
Gigantes verdes en el Acuario de Nueva Inglaterra.

Anthopleura xanthogrammica o anémona gigante verde es una especie de anémona marina intermareal de la familia  Actiniidae.

## Descripción
La columna puede alcanzar un diámetro máximo de 17.5 cm y una altura de  30 cm. La corona de tentáculos puede llegar a medir 25 cm de diámetro, mientras que la columna propiamente dicha, tiende a ser más ancha en su base para proveer una conexión más estable con las rocas.
Tiene una superficie de disco oral amplia y plana que carece de rayas, bandas u otras marcas.

## Coloración
Si A. xanthogrammica es expuesta a cantidades adecuadas de luz solar, puede tomar un color verde intenso cuando esta sumergida en el agua.
Cuando no está sumergida, parece de color verde oscuro o marrón. Esto se debe a que la anémona tiende a cerrarse y marchitarse y su columna ahora expuesta es en realidad de color verde oscuro y ligeramente marrón, pero los tentáculos ocultos y el disco oral son de color verde brillante.

## Tentáculos
Los tentáculos, que son cortos y cónicos, están dispuestos en seis o más filas alrededor del disco oral y sus extremos pueden ser puntiagudos o mochos.

## Distribución
Por lo general, A. xanthogrammica se encuentra en zonas intermareales poco profundas a medias del océano Pacífico, desde Alaska hasta el sur de California y a veces llegando hasta Panamá, donde pueden existir zonas de agua fría.

## Hábitat
A. xanthogrammica prefiere habitar en costas arenosas o rocosas, donde hay agua durante la mayoría del tiempo. Por lo general se las suele encontrar en pozos de marea de hasta 15 m de profundidad. Ocasionalmente A. xanthogrammica también se puede encontrar en canales profundos de costas rocosas más expuestas y pilotes de hormigón en bahías y puertos.

## Biología
Las algas fotosintéticas, zoochlorellae, y los dinoflagelados, zooxantelados, viven en la epidermis y el tejido del intestino de  A. xanthogrammica . En esta relación simbiótica, las zoochlorellae y las zooxantelas proporcionan nutrientes a la anémona a través de la fotosíntesis y contribuyen al color verde brillante del disco oral y los tentáculos de la anémona. El color verde brillante también se debe a la pigmentación.
Las anémonas Anthopleura xanthogrammica que viven en cuevas y zonas a la sombra que tienen escasos simbiontes naturales y tienden a ser menos coloridas.

### Comportamiento
Estas anémonas tienden a vivir una vida solitaria, pero ocasionalmente pueden verse como grupos con no más de 14 individuos por metro cuadrado. Pueden moverse lentamente usando sus discos basales, pero generalmente permanecen sésiles.  Al igual que otras anémonas, A. xanthogrammica puede usar células punzantes ubicadas en los tentáculos como protección contra los depredadores y como mecanismo para capturar presas.